# Elisabeth Kadow
Elisabeth Kadow (eigentlich Elisabeth Kadow-Jäger, geb. Jäger, * 19. März 1906 in Bremerhaven; † 11. Juni 1979 in Krefeld) war eine deutsche Textilkünstlerin und Pädagogin auf diesem Gebiet.

## Leben
Als Tochter eines Architekten in Bremerhaven aufgewachsen, genoss Elisabeth Jäger mit 18 Jahren eine Lehre im Staatlichen Bauhaus in Weimar und war danach Schülerin der Tapisseriekünstlerin Irma Goecke. Aufgrund besonderer Leistungen während ihres Studiums der Textiltechnik in Berlin und Dortmund wurde sie nach ihrem Abschluss als Fachlehrerin in Dortmund übernommen. Im Jahre 1939 ging sie bei Georg Muche an der Textilingenieurschule Krefeld in die Meisterlehre.
Elisabeth heiratete im Jahre 1940 den Weber, Maler und Grafiker Gerhard Kadow und wurde Lehrerin zunächst in der Modeklasse, dann in der Klasse für künstlerische Druckgestaltung an der Höheren Fachschule für Textilindustrie (seit 1944 Textilingenieurschule genannte) in Krefeld. Als Georg Muche sich 1958 aus dem Bildungswesen zurückzog, übernahm Elisabeth Kadow die Leitung der Meisterklasse für Textilkunst und hob ihr Ansehen auf internationaler Ebene heraus. Bis 1971 leitete Elisabeth Kadow die gesamte Gestaltungsabteilung der Textilingenieurschule.

## Wirken
Als sie 1971 die Textilingenieurschule verließ, widmete sie sich verstärkt der Entwurfsarbeit. Ihr ganzes Leben war von der Textilkunst geprägt. So fertigte sie kunstvolle Stickereien, und in Kooperation mit der Gobelin-Manufaktur Nürnberg sowie zusammen mit dem Weber Johann Peter Heek stellte sie künstlerische Tapisserien und Wandteppiche her. Elisabeth Kadow und die Weberin Hildegard von Portatius entwarfen und schufen zusammen kreative Seidenbehänge und ähnliche Textilarbeiten. Sie wusste die verschiedensten Herstellungs- und Textilkunsttechniken optimal zu kombinieren und den gestalterischen Spielraum zwischen Regel und Störung abstrakt und konkret zu nutzen. Anregungen für ihre Entwürfe lieferten unter anderem Aquarelle, aber auch bestimmte Schraffurarten sowie Raster- und Schichtenbildungen, harmonische Farbtöne, klug gewählte Farbmischungen und klare Proportionen.

## Sonstiges
Auf internationalen Ausstellungen und Messen konnte Elisabeth Kadow große Erfolge erringen und erlangte internationale Bekanntheit. Sie stellte ihre Werke unter anderem von 1954 bis 1964 auf der Triennale di Milano X bis XIII und 1958 auf der Expo 58 in Brüssel aus. Im Jahr 1958 wurde sie mit dem Kunstpreis der Stadt Krefeld ausgezeichnet.
Ihr zu Ehren wurde im Neusser Ortsteil Allerheiligen die Elisabeth-Kadow-Straße benannt.